# キサンチンオキシダーゼ
キサンチンオキシダーゼ（xanthine oxidase、XO、XAO）は、活性酸素種を発生させるキサンチンオキシドレダクターゼの型の一つで、ヒポキサンチンをキサンチンへ酸化し、さらに尿酸への酸化を触媒する酵素である。ヒトを含む多くの生物において、プリン類の異化に重要な役割を果たす。
キサンチンオキシダーゼはスルフヒドリル基の酸化によりキサンチンデヒドロゲナーゼに可逆的に変換することが可能である。

## 反応
キサンチンオキシダーゼは以下の反応を触媒する。
- ヒポキサンチン + H2O + O2 {\displaystyle \rightleftharpoons } キサンチン + H2O2
- キサンチン + H2O + O2 {\displaystyle \rightleftharpoons } 尿酸 + H2O2

ヒポキサンチン（6位の炭素原子に酸素原子が結合）
キサンチン （2位と6位の炭素原子に酸素原子が結合）
尿酸（2位と6位と8位の炭素原子に酸素原子が結合）

## タンパク質の構造
このタンパク質は大きく、分子量は約270,000で、2個のフラビン分子と2個のモリブデン原子、8個の鉄原子がそれぞれの酵素ユニットに結合している。モリブデン原子はモリブドプテリン補因子に含まれ、酵素の活性部位になっている。鉄原子は[2Fe-2S]フェレドキシン鉄・硫黄クラスターを構成しており、電子移動反応に寄与している。

## 酵素反応機構
キサンチンオキシダーゼの活性部位はモリブデン原子に末端酸素（オキソ基）と硫黄原子、末端ヒドロキシル基が配位したモリブドプテリンユニットで構成されている。キサンチンから尿酸への反応では、酸素原子はモリブデンからキサンチンへ転移されることにより、いくつかの中間体が生成すると仮定される。そして、水の付加により活性モリブデン中心が再生される。その他のモリブデン含有酸化還元酵素のように、キサンチンオキシダーゼによって基質に取り込まれる酸素原子の由来は酸素分子よりも水分子の方である。

## 医学において
- ヒトを含む霊長類では尿酸を分解する酵素を持たず、尿酸はプリン体の最終産物である。[8]
- キサンチンオキシダーゼが、尿酸代謝の律速段階である。
- キサンチンオキシダーゼは夜間から早朝にかけて活性化される。そのため高尿酸血症による痛風発作は夜間に多い。

## 酵素阻害剤
キサンチンオキシダーゼの酵素阻害剤には、アロプリノール、オキシプリノール 、フィチン酸、フェブキソスタット、トピロキソスタットがある。